# مذبحة دانبلين
وقعت مذبحة دانبلين (بالإنجليزية: Dunblane massacre) في مدرسة دانبلين الابتدائية بالقرب من إستيرلينغ، اسكتلندا، المملكة المتحدة، في 13 مارس عام 1996، عندما قتل توماس هاميلتون ستة عشر تلميذًا ومعلمًا، وجرح خمسة عشر آخرين، قبل أن ينتحر. ما يزال هذا الحدث هو أعنف إطلاق نار جماعي في التاريخ البريطاني.
تركزت المناقشة العامة حول عمليات القتل على قوانين مراقبة الأسلحة، بما في ذلك الالتماسات العامة لحظر الملكية الخاصة للمسدسات والتحقيق الرسمي، الذي أنتج تقرير كولين لعام 1996. وردًا على هذا النقاش، صدر قانونان جديدان بشأن الأسلحة النارية يحظران الملكية الخاصة لمعظم المسدسات داخل المملكة المتحدة.

## إطلاق الرصاص
في حوالي الساعة 8:15 من صباح يوم 13 مارس عام 1996، شوهد توماس هاميلتون، البالغ من العمر 43 عامًا، وهو يكشط الجليد من شاحنته خارج منزله في طريق كينت في إستيرلينغ. غادر بعد ذلك بوقت قصير وقاد حوالي 5 أميال (8 كم) شمالًا إلى دانبلين. وصل هاميلتون إلى أراضي مدرسة دانبلين الابتدائية في حوالي الساعة 9:30 صباحًا وأوقف شاحنته بالقرب من عمود تلغراف في موقف للسيارات بالمدرسة. قطع الكابلات في أسفل عمود التلغراف، الذي خدم المنازل المجاورة، بزوج من الكماشة قبل أن يشق طريقه عبر موقف السيارات باتجاه مباني المدرسة.
توجه هاميلتون نحو الجانب الشمالي الغربي من المدرسة إلى باب بالقرب من المراحيض وصالة الألعاب الرياضية بالمدرسة. بعد دخوله، شق طريقه إلى صالة الألعاب الرياضية مسلحًا بأربعة مسدسات محمولة بشكل قانوني - مسدسان من طراز براوينغ هاي باور عيار 9 ملم ومسدسان من طراز سميث وويسون إم19 ماغنوم. كان هاملتون يحمل 743 خرطوشة ذخيرة. في صالة الألعاب الرياضية، كان هناك شعبة مكوّنة من ثمانية وعشرين تلميذًا في مبنى الابتدائية الأول يستعدون لدرس التربية البدنية بحضور ثلاثة من الموظفين البالغين.
قبل دخول صالة الألعاب الرياضية، يُعتقد أن هاميلتون أطلق رصاصتين على منصة قاعة التجمع وفي مرحاض الفتيات.
بدأ هاميلتون في إطلاق النار بسرعة وبشكل عشوائي. أطلق النار على مدربة الرياضة، إيلين هاريلد، التي أصيبت في ذراعيها وصدرها أثناء محاولتها حماية نفسها، واستمر هاميلتون في إطلاق النار في صالة الألعاب الرياضية. تعثرت هاريلد في خزانة المتجر ذات المخطط المفتوح على جانب صالة الألعاب الرياضية مع العديد من الأطفال المصابين. تم إطلاق النار على جوين مايور، مدرس الصف الأول الابتدائي، وقُتل على الفور. أصيبت البالغة الأخرى، ماري بليك، مساعدة إشرافية، برصاصة في رأسها وساقيها لكنها تمكنت أيضًا من شق طريقها إلى خزانة المتجر مع العديد من الأطفال أمامها.
بعد دخول صالة الألعاب الرياضية والمشي بضع خطوات، أطلق هاميلتون تسعة وعشرين طلقة بأحد المسدسات، وقتل طفلًا، وجرح عدة آخرين. كان أربعة أطفال مصابين قد لجأوا إلى خزانة المتجر مع المصابين هاريلد وبليك. ثم تحرك هاميلتون إلى الجانب الشرقي من صالة الألعاب الرياضية، وأطلق ست طلقات أثناء سيره، ثم أطلق ثماني طلقات باتجاه الطرف الآخر من صالة الألعاب الرياضية. ثم توجه نحو وسط صالة الألعاب الرياضية، وأطلق ست عشرة طلقة من مسافة قريبة على مجموعة من الأطفال الذين أصيبوا بالعجز بسبب طلقاته السابقة.
سمع تلميذ من الصف السابع كان يسير على طول الجانب الغربي من الصالة الرياضية الخارجية في ذلك الوقت دويًا صاخبًا وصراخ عالي ونظر إلى الداخل. أطلق هاميلتون النار في اتجاهه وأصيب التلميذ بزجاج متطاير قبل أن يهرب. من هذا الموقف، أطلق هاميلتون أربع وعشرين طلقة في اتجاهات مختلفة. أطلق النار باتجاه نافذة بجوار مخرج الحريق في الطرف الجنوبي الشرقي من صالة الألعاب الرياضية، ربما على شخص بالغ كان يسير عبر الملعب، ثم أطلق أربع طلقات أخرى في نفس الاتجاه بعد فتح باب مخرج الحريق. ثم خرج هاميلتون من صالة الألعاب الرياضية لفترة وجيزة عبر مخرج الحريق، وأطلق أربع طلقات أخرى باتجاه مرحاض المكتبة، ما أدى إلى إصابة جريس تويدل، وهي عضوة أخرى في المدرسة.
في الفصل الدراسي المتنقل الأقرب إلى مخرج الحريق حيث كان يقف هاميلتون، رأته كاثرين جوردون يطلق النار وأمرت طلابها بالنزول على الأرض قبل أن يطلق هاميلتون تسع رصاصات على الفصل الدراسي، ما أدى إلى اصدام الطلقات بالكتب والمعدات. مرت رصاصة واحدة عبر كرسي كان يجلس فيه طفل قبل ثوانٍ. ثم عاد هاميلتون إلى صالة الألعاب الرياضية، وأسقط المسدس الذي كان يستخدمه، وأخرج مسدس آخر. وضع فوهة البندقية في فمه، ووجهها للأعلى، وضغط على الزناد، وقتل نفسه. أصيب اثنان وثلاثون شخصًا بطلقات نارية أصابها هاميلتون على مدى 3-4 دقائق، أصيب ستة عشر منهم بجروح قاتلة في صالة الألعاب الرياضية، بما في ذلك مايور وخمسة عشر من تلاميذها. وتوفي طفل آخر في وقت لاحق في طريقه إلى المستشفى.
تم إجراء المكالمة الأولى للشرطة في الساعة 9:41 صباحًا من قبل مدير المدرسة، رونالد تايلور، الذي نبهته مساعدة المديرة أغنيس أولسون إلى احتمال وجود مسلح في مبنى المدرسة. أخبرت أولسون تايلور أنها سمعت صراخًا داخل صالة الألعاب الرياضية ورأت ما اعتقدت أنه خراطيش على الأرض، وكان تايلور على علم بأصوات عالية افترض أنها كانت من بناة في الموقع لم يتم إبلاغه بها. بينما كان في طريقه إلى صالة الألعاب الرياضية، انتهى إطلاق النار وعندما رأى ما حدث، ركض عائدًا إلى مكتبه وطلب من نائبة مديرة المدرسة فيونا إدينغتون استدعاء سيارات الإسعاف، وهي مكالمة تم إجراؤها في الساعة 9:43 صباحًا.
وصلت سيارة الإسعاف الأولى إلى مكان الحادث في الساعة 9:57 صباحًا استجابة للمكالمة التي تم إجراؤها في الساعة 9:43 صباحًا. وصل فريق طبي آخر من مركز دانبلين الصحي في الساعة 10:04 صباحًا، وكان يضم أطباء وممرضة، شاركوا في الإنعاش الأولي للجرحى. وصلت الفرق الطبية من المراكز الصحية في دون وكالاندر بعد فترة وجيزة. تم إبلاغ قسم الحوادث والطوارئ في مستوصف إستيرلينغ الملكي بحادث كبير شمل إصابات متعددة في الساعة 9:48 صباحًا ووصل أول فريق طبي من عدة فرق طبية من المستشفى في الساعة 10:15 صباحًا. وصل فريق طبي آخر من مستشفى فالكيرك والمنطقة الملكية في الساعة 10:35 صباحًا.
بحلول الساعة 11:10 صباحًا، تم نقل جميع المصابين إلى مستشفى إستيرلينغ الملكي لتلقي العلاج الطبي؛ توفي طفل في طريقه إلى المستشفى. عند الفحص، تم نقل العديد من المرضى إلى مستوصف المنطقة الملكي في فالكيرك وبعضهم إلى المستشفى الملكي للأطفال المرضى في غلاسكو.